# ジーデンブルク
ジーデンブルク (ドイツ語: Siedenburg) は、ドイツ連邦共和国ニーダーザクセン州ディープホルツ郡に属すフレッケンである。この町はジーデンブルク地区とペプゼン地区からなる。

## 地理
ジーデンブルクは、ヴィルデスハウゼ・ゲースト自然公園とシュタインフーダー・メーア自然公園との間、ニーンブルク/ヴェーザーとズーリンゲンのほぼ中間に位置している。この町は、ボルステル、マーゼン、メリングハウゼン、ジーデンブルク、シュタッフホルストからなるザムトゲマインデ・ジーデンブルクの本部所在地である。
ジーデ川がこの町を流れている。この川が町名の由来となった。

## 歴史

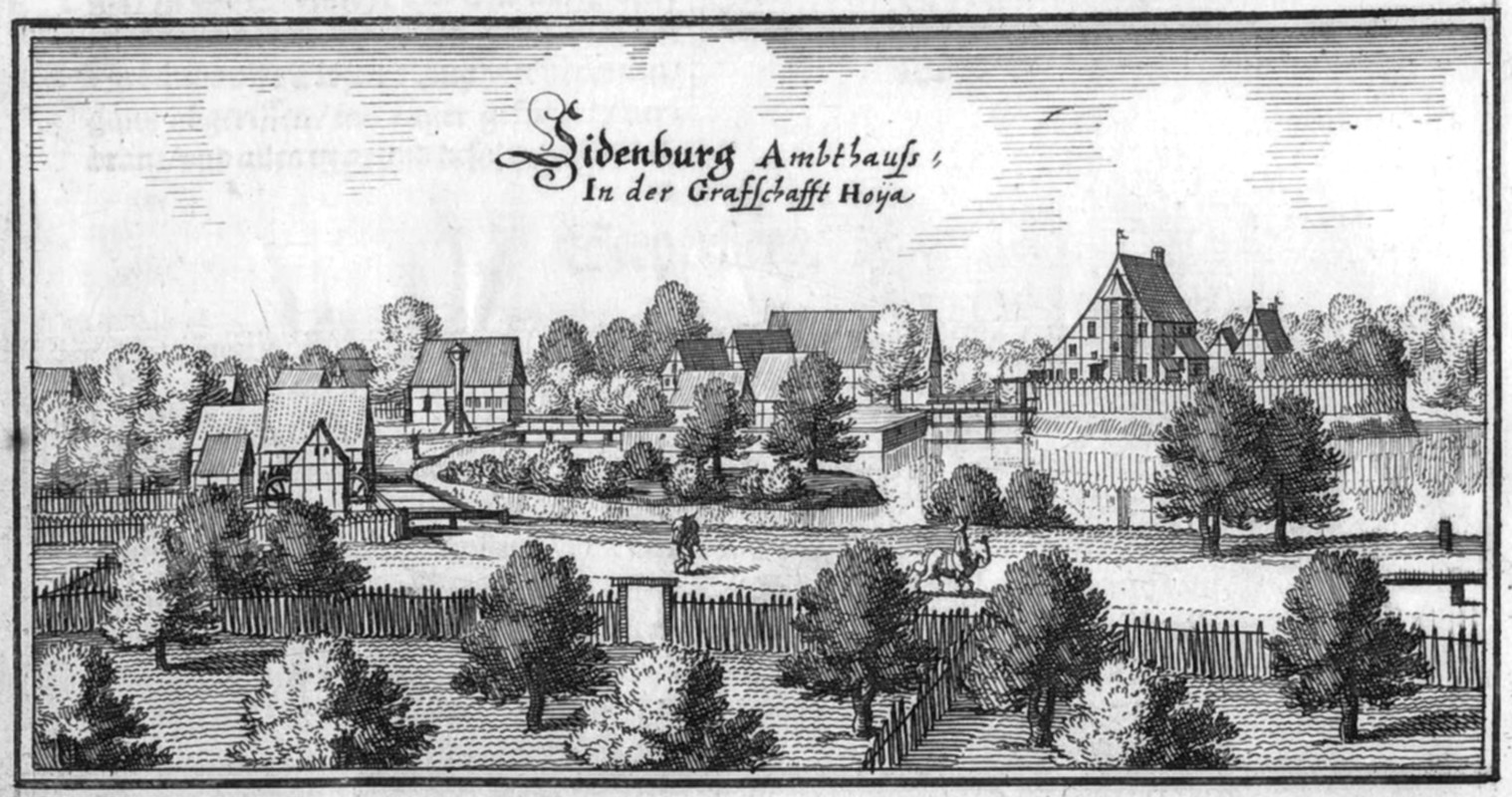
1654年出版のマテウス・メーリアンの銅版画に描かれたジーデンブルク

ジーデンブルク城は、失われたビュッケンの年代記を利用して書かれた代官マールクヴァルト・フォン・ホーデンブルクの歴史書に1294年に初めて記述されている。当時、この要塞は征服されたり奪還されたりしていた。同じ頃城の前にフレッケン・ジーデンブルクが発展し、メリングハウゼン教会区に属した。1372年からホーヤ伯が領主として登場し、たびたび城とジーデンブルク代官区を担保に借金をしている。ジーデンブルクの城館、アムト（地方行政管区）、フレッケンは、ホーヤ伯領全域とともに、1582年にブラウンシュヴァイク＝リューネブルク領となった。見応えのある礼拝堂は1646年に建設された。ジーデンブルクの町域は1932年までズーリンゲン郡に、その後グラーフシャフト・ディープホルツ郡に属した。1977年8月1日からこの町はディープホルツ郡に属している。
1974年3月1日に隣接するペプゼンと合併した。

## 行政

### 議会
ジーデンブルクの町議会は、11人の議員で構成されている。

### 首長
名誉職の町長は、デトレフ・メッツラフが2016年11月7日に選出された。ゲインデディレクター（行政実務の責任者）はザムトゲマインデの長であるライナー・アーレンスが務めている。
過去の役職者
- 2016年まで: アルノルト・ルンゲ

### 紋章
図柄: 金地。2本の、直立し、赤い爪を持ち、胸板でつながった黒いクマの腕の間に茎の長い3枚の葉を持つ緑色のクローバーが描かれている。
この町の紋章は、隣接するシュタッフホルストの領主に由来する。このホーヤの下級貴族家の当主は15世紀に債権者および代官としてジーデンブルク城に住んでいた。他のホーヤの都市や町が、ホーヤ伯の紋章であるクマの腕（1本であれ、2本であれ）を紋章に掲げていることから、このフレッケンもその特権をシュタッフホルストの代官に拠っていたと推測される。

## 文化と見所

### 建築
ジーデンブルクの建築文化財リストには3件が登録されている。

## 経済と社会資本
この町は、連邦道 B214号線のズーリンゲンとニーンブルク/ヴェーザーとの間近くに位置している。

## 参考図書
- Martin Zeiller (1654). “Siedenburg”. In Matthäus Merian. Topographia Ducatus Brunswick et Lüneburg (= Topographia Germaniae. Band 15) (1 ed.). Frankfurt am Main: Matthaeus Merians Erben. p. 188

### 訳註
1. ↑  ドイツ語: Flecken、市場開催権など一部の特権と認められた比較的大きな町である。